# 夜の豹
『夜の豹』（よるのひょう、Pal Joey）は、1957年のアメリカ合衆国のミュージカル映画。出演はフランク・シナトラなど。
第15回ゴールデングローブ賞ではシナトラが最優秀主演男優賞を受賞した。
和田誠はシナトラがプレイボーイを演じた映画の中で、本作を代表作に挙げている。

## ストーリー
ナイト・クラブの芸人ジョーイは、自己中心的な性格と女好きが災いして仕事にあぶれていたが、知人であるバンド指揮者ネッドの紹介でナイトクラブ・626クラブの司会者の職を得た。
彼はそのクラブに勤務していた6人のコーラスガールから気に入られるが、新人のリンダの反応は薄かった。
ある日、彼は裕福な後家ヴェラから自身が主催する慈善パーティーへの出演を頼まれる。ヴェラが昔馴染みの元ストリッパーだと知った彼は、パーティーの募金が予定額よりも少ないことを聞かされ、ヴェラのストリップをだしに金を集めた。これにヴェラは腹を立てたが、ジョーイにひかれていることに気づいた。
一方、リンダに惚れていたネッドはジョーイに手出し無用と頼むも無視され、ジョーイの性格を理解していたリンダも彼にひかれていった。そのジョーイはヴェラをそそのかして彼女の自宅をナイトクラブに改造しようと企む。ところがジョーイがリンダに気があることに気づいたヴェラが、リンダをやめさせない限り出資しないと言い出す。困ったジョーイはリンダにストリップをさせ、彼女もその通りにするが、それを見ていたジョーイはもう見ていられないと思った。
その後、ジョーイのナイトクラブ開設は実現しなかったものの、リンダはヴェラに相談する。ヴェラの回答を受け、リンダはサンフランシスコを去ろうとする。そして、ジョーイもリンダについていくことにした。

## キャスト

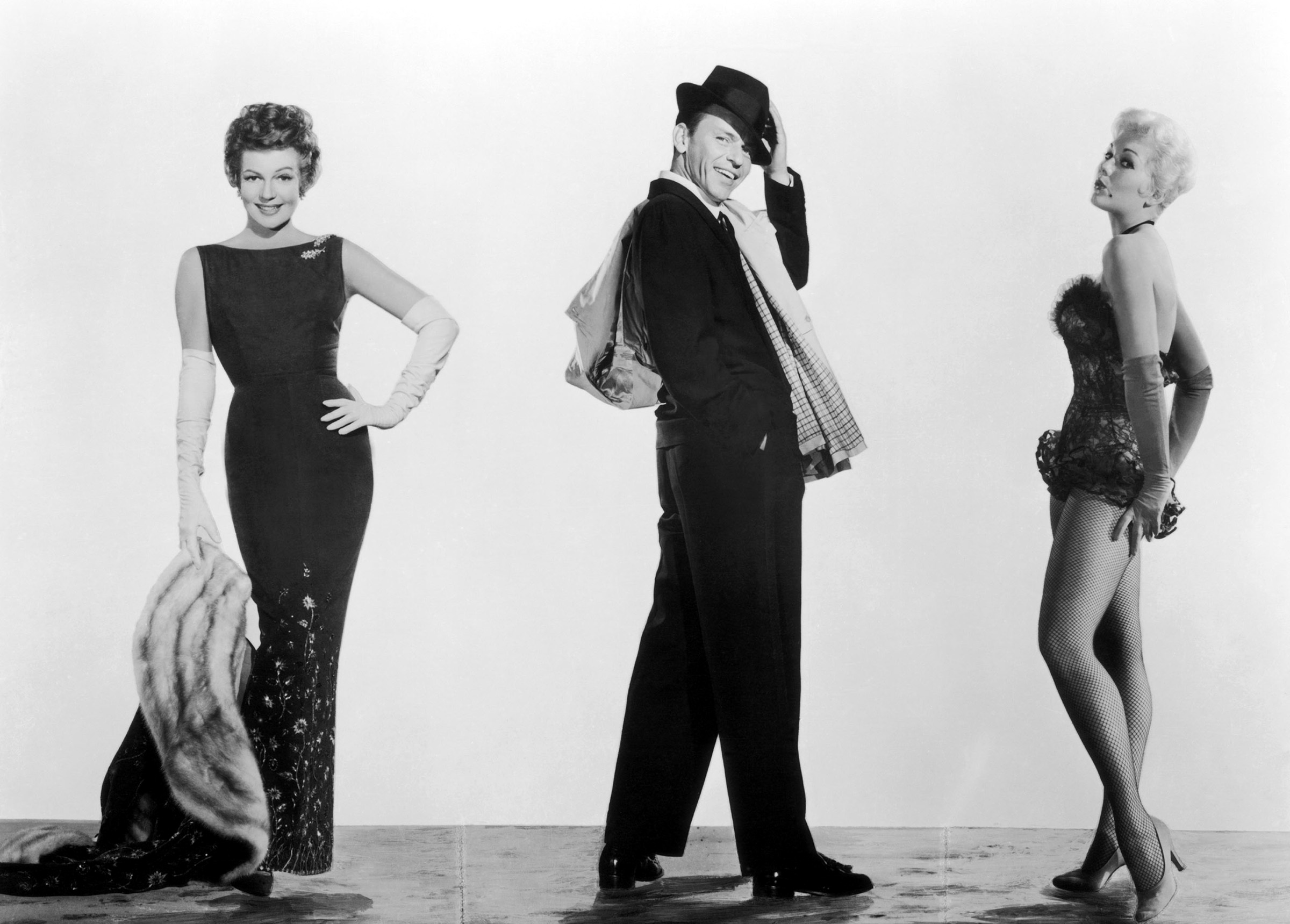
本作の宣材写真。左からヘイワース、シナトラ、ノヴァク。

| 役名        | 俳優                   | 日本語吹替                                                                           |
| 役名        | 俳優                   | TBS版                                                                                |
| ----------- | ---------------------- | ------------------------------------------------------------------------------------ |
| ジョイ      | フランク・シナトラ     | 納谷悟朗                                                                             |
| リンダ      | キム・ノヴァク         | 荒砂ゆき                                                                             |
| ヴェラ      | リタ・ヘイワース       | 藤波京子                                                                             |
| マイク      | ハンク・ヘンリー       | 雨森雅司                                                                             |
| グラディス  | バーバラ・ニコルズ     | 京田尚子                                                                             |
| ネッド      | ボビー・シェアウッド   | 細井重之                                                                             |
| ケイシ―夫人 | エリザベス・パターソン | 金子亜矢子                                                                           |
| 不明 その他 |                        | 富田耕生 北川国彦 恵比寿まさ子 畠山洋子 浅井淑子 大山豊 野本礼三 井上弦太郎 松岡文雄 |
|             |                        |                                                                                      |
| 演出        | 演出                   | 加藤敏                                                                               |
| 翻訳        | 翻訳                   | 上田公子                                                                             |
| 効果        |                        |                                                                                      |
| 調整        |                        |                                                                                      |
| 制作        | 制作                   | 東北新社                                                                             |
| 解説        |                        |                                                                                      |
| 初回放送    | 初回放送               | 1969年10月20日 『月曜ロードショー』                                                  |

## スタッフ
- 監督：ジョージ・シドニー
- 製作：フレッド・コールマー
- 原作：ジョン・オハラ
- 脚本：ドロシー・キングスレイ
- 撮影：ハロルド・リップスタイン
- 作詞：ロレンツ・ハート
- 音楽：リチャード・ロジャース
- 音楽監修：モリス・ストロフ
- 音楽編曲：ネルソン・リドル